# Humoristes d'On n'demande qu'à en rire
Pour un article plus général, voir On n'demande qu'à en rire.
Les humoristes d’On n'demande qu'à en rire (ou de ONDAR) sont les candidats de l'émission On n'demande qu'à en rire, diffusée du lundi au vendredi à 17h45 sur France 2 du 6 septembre 2010 au 28 juin 2013, puis du 7 avril 2014 au 4 juillet 2014.
Cette liste (non exhaustive) répertorie les candidats « pensionnaires » de l'émission, soit les humoristes ayant effectué plus de 10 passages.

## Présentation générale
Les candidats ayant passé le cap des 5 participations sont appelés « pensionnaires » ou « habitués », ceux ayant passé le cap des 10 passages sont appelés « sociétaires ».
Au total, 38 humoristes ont été pensionnaires de l'émissoin On n'demande qu'à en rire et ont réalisé 10 passages ou plus dans l'émission :
- 16 pensionnaires durant la saison 1
- 11 pensionnaires durant la saison 2
- 9 pensionnaires durant la saison 3
- 2 pensionnaires durant la saison 4

## Liste des humoristes
(décembre 2012).
Voici la liste des humoristes classés par nombre de passages dans l'émission notés par le jury (hors participations aux sketchs des autres) :
| Légende | Légende                      |
| ------- | ---------------------------- |
|         | Humoristes du ONDAR Show     |
|         | Pensionnaires de la saison 1 |
|         | Pensionnaires de la saison 2 |
|         | Pensionnaires de la saison 3 |
|         | Pensionnaires de la saison 4 |

| Humoriste              | Premier passage   | Dernier passage  | Nombre de passages total | Meilleure note | Meilleur sujet |
| ---------------------- | ----------------- | ---------------- | ------------------------ | -------------- | --- |
| Arnaud Tsamere         | 15 novembre 2010  | 25 juin 2014     | 78                       | 99             | L'avocat de la salade, la frite et la saucisse + La fourrière emmène ma voiture avec mon bébé + Un Casting pour être Miss sur le Tour de France |
| Jérémy Ferrari         | 8 octobre 2010    | 26 juin 2012     | 77                       | 100            | Un télé-crochet pour les chanteurs à toc + L'adoption pour les nuls                                                                             |
| Garnier et Sentou      | 28 septembre 2010 | 3 juillet 2014   | 75                       | 100            | Le boom des comédies musicales |
| Sacha Judaszko         | 27 septembre 2010 | 4 juillet 2014   | 75                       | 100            | Compétition de combat libre dans une cage |
| Olivier de Benoist     | 6 septembre 2010  | 1er mars 2013    | 74                       | 99             | Le guide du mauvais père |
| Les Lascars gays       | 9 septembre 2010  | 23 avril 2013    | 72                       | 100            | 27e campagne des Restos du Cœur |
| Artus                  | 9 septembre 2011  | 4 juillet 2014   | 70                       | 100            | Que feriez-vous avant la fin du monde ? |
| Florent Peyre          | 25 octobre 2010   | 4 juillet 2014   | 64                       | 99             | Le retour en France des rugbymen + Un handicapé est allé voir "Intouchables" + La journée de la femme"                                          |
| Donel Jack'sman        | 22 septembre 2011 | 30 juin 2014     | 55                       | 97             | Que feriez-vous avant la fin du monde ? |
| Steeven et Christopher | 29 octobre 2011   | 4 juillet 2014   | 52                       | 97             | Les jumeaux qui se prennent la main |
| Babass                 | 23 novembre 2010  | 3 avril 2013     | 52                       | 97             | La fête du Scrabble |
| Lamine Lezghad         | 9 décembre 2010   | 4 juillet 2014   | 52                       | 99             | Le blouson rouge de "Thriller" aux enchères |
| Constance              | 2 décembre 2010   | 23 mars 2012     | 51                       | 95             | Le boom des robots aspirateurs |
| Nicole Ferroni         | 22 février 2011   | 4 juillet 2014   | 49                       | 99             | Mon 1er test de grossesse |
| Vérino                 | 27 janvier 2011   | 2 juillet 2014   | 46                       | 97             | Le chessboxing pour la première fois en France                                                                                                  |
| Les Décaféinés         | 4 mai 2012        | 2 juillet 2014   | 43                       | 99             | Les Claudettes réclament leur dû |
| Les Kicékafessa        | 10 mars 2011      | 21 mai 2013      | 43                       | 93             | En vacances à Paris Plage |
| Arnaud Cosson          | 30 septembre 2010 | 25 juin 2014     | 40                       | 96             | Un immeuble où ne vivent que des artistes |
| Anthony Joubert        | 28 octobre 2011   | 3 juillet 2014   | 36                       | 90             | Envahi par la procrastination |
| Ahmed Sylla            | 5 novembre 2011   | 25 juin 2013     | 40                       | 98             | Allô, non mais allô |
| Aymeric Lompret        | 6 décembre 2011   | 19 juin 2013     | 39                       | 88             | En prison pour téléchargement illégal + Un ouvrier de Renault inquiet + Encore un film sur la banlieue                                          |
| Cyril Étesse           | 24 avril 2012     | 27 juin 2014     | 33                       | 97             | La chasse aux rats est ouverte |
| Zidani                 | 8 mars 2012       | 25 juin 2014     | 31                       | 97             | Enfermée la nuit de la St-Sylvestre dans un supermarché                                                                                         |
| Shirley Souagnon       | 14 septembre 2010 | 9 octobre 2012   | 30                       | 96             | Sortie du film porno DXK |
| Kevin Razy             | 12 janvier 2012   | 23 mai 2013      | 27                       | 96             | Joute musicale entre Rohff et Booba |
| Pierre Diot            | 17 septembre 2011 | 26 octobre 2012  | 25                       | 85             | Les généralistes débordés dans les petites villes                                                                                               |
| Kev' Adams             | 15 septembre 2010 | 26 avril 2011    | 23                       | 19/20          | Caricaturiste sur la Place du Tertre |
| Waly Dia               | 30 juin 2011      | 11 octobre 2012  | 21                       | 95             | Père Noël devant les grands magasins |
| Ben                    | 17 avril 2013     | 20 juin 2014     | 20                       | 99             | Un Casting pour être Miss sur le Tour de France                                                                                                 |
| Paco                   | 5 janvier 2012    | 11 avril 2013    | 20                       | 92             | Les Français toujours aussi nuls en anglais |
| Thierry Marquet        | 14 septembre 2010 | 18 juin 2012     | 15                       | 14/20          | Le distributeur de billets est plein de microbes                                                                                                |
| Alain Doucet           | 6 septembre 2010  | 19 novembre 2010 | 12                       | 79             | Des éoliennes devant chez vous |
| Julie Villers          | 30 novembre 2011  | 2 avril 2013     | 14                       | 81             | Une hôtesse doit remplacer le copilote + Mère porteuse pour des copains homos                                                                   |
| Antonia                | 27 septembre 2012 | 2 juillet 2014   | 13                       | 99             | Un marin rentre chez lui après 78 jours en mer + Je suis le médecin de la reine                                                                 |
| Matthieu Penchinat     | 21 janvier 2013   | 28 avril 2014    | 11                       | 86             | L'ours polaire est en danger |
| Nidhal                 | 6 décembre 2012   | 30 juin 2014     | 11                       | 88             | Je dois parler de la pilule avec ma mère |
| Monsieur Fraize        | 22 mars 2011      | 8 décembre 2011  | 10                       | 18/20          | La Guerre des boutons, nouvelle version |
| Alexandre Maublanc     | 10 avril 2012     | 28 février 2013  | 10                       | 80             | Journée mondiale du bénévolat |

## Invités spéciaux
Lors de la saison 3, Jean-Marie Bigard, humoriste et membre du jury, décide d'écrire et de jouer un sketch pour l'émission et donc de se mettre dans la peau d'un candidat le temps d'une émission diffusée le 11 mars 2013.
Aussi, pendant la saison 3, la production a décidé de faire une émission spéciale, diffusée le 28 mars 2013, durant laquelle les rôles sont inversés : les humoristes deviennent jury et les membres du jury deviennent candidats. Ainsi, 4 membres du jurys qui ont accepté d'interpréter un sketch pour l'occasion.
| Invité            | Premier passage | Dernier passage | Nombre de passages total | Meilleure note | Meilleur sujet                                                                     |
| ----------------- | --------------- | --------------- | ------------------------ | -------------- | ---------------------------------------------------------------------------------- |
| Jean-Marie Bigard | 11 mars 2013    | 28 mars 2013    | 2                        | 95             | Comment rendre drôle quelqu'un qui ne l'est pas + Astrologie : science ou croyance |
| Laurent Ruquier   | 28 mars 2013    | 28 mars 2013    | 1                        | 96             | Des footballeurs qui apprennent la Marseillaise                                    |
| Jean-Luc Moreau   | 28 mars 2013    | 28 mars 2013    | 1                        | 83             | Les hasards du tirage au sort                                                      |
| Jean Benguigui    | 28 mars 2013    | 28 mars 2013    | 1                        | 70             | Une lettre d'excuse de parents d'élève à un prof                                   |

D'autres humoristes sont venus en guest star auprès d'un candidat : Florence Foresti, Michel Galabru, Pierre Palmade, Chantal Ladesou ...